# Smerina vindonissa
Smerina vindonissa är en fjärilsart som beskrevs av William Chapman Hewitson 1874. Smerina vindonissa ingår i släktet Smerina och familjen praktfjärilar. Inga underarter finns listade i Catalogue of Life.